# Lijst van rijksmonumenten in Moerdijk
De gemeente Moerdijk telt 124 inschrijvingen in het rijksmonumentenregister. Hieronder een overzicht. 

## Fijnaart
De plaats Fijnaart telt 19 inschrijvingen in het rijksmonumentenregister. Zie Lijst van rijksmonumenten in Fijnaart voor een overzicht.

## Heijningen
De plaats Heijningen telt 4 inschrijvingen in het rijksmonumentenregister.
| Object | Oorspronkelijke functie? | Bouwjaar             | Architect | Locatie           | Coördinaten?                  | Nr.?  | Afbeelding |
| --- | ------------------------ | -------------------- | --------- | ----------------- | ----------------------------- | ----- | --- |
| Boerderij bestaande uit afzonderlijk woonhuis onder zadeldak tussen topgevels, met vrijstaande gemetselde schuur met wolfdak, met pannen belegd                                                                                | Boerderij                | vroeg 19e eeuw       |           | Kraaiendijk 12    | 51° 40' 14" NB, 4° 25' 9" OL  | 15886 | Meer afbeeldingen |
| Boerderij bestaande uit afzonderlijke gebouwen die stal en schuur herbergen, en vrijstaand woonhuis onder schilddak aan de voorzijde afgewolfd is boven een geprofileerde lijst welke de voorgevel bekroont (Hofstede Helwijk) | Boerderij                | Rond 1650            |           | Helsedijk 65      | 51° 40' 41" NB, 4° 25' 26" OL | 15887 | Meer afbeeldingen |
| Boerderij bestaande uit dwarshuis onder zadeldak tussen zij-topgevels en grote stal-schuur onder wolfdak, met jaarankers 1651 in de voorgevel                                                                                  | Boerderij                | 1651 (jaartalankers) |           | Slobbegorsedijk 7 | 51° 38' 38" NB, 4° 25' 12" OL | 15890 | Meer afbeeldingen |
| Boerderij bestaande uit grote gemetselde stal-schuur onder rieten wolfdak, en uit een woonhuiscomplex waarvan het hoofdgedeelte een voor- en achtergevel met ingezwenkte bovenhoeken en met kroonlijst heeft                   | Boerderij                | 19e eeuw             |           | Stadsedijk 151    | 51° 40' 18" NB, 4° 25' 56" OL | 15891 | Boerderij bestaande uit grote gemetselde stal-schuur onder rieten wolfdak, en uit een woonhuiscomplex waarvan het hoofdgedeelte een voor- en achtergevel met ingezwenkte bovenhoeken en met kroonlijst heeft |

## Klundert
De plaats Klundert telt 6 inschrijvingen in het rijksmonumentenregister.
| Object | Oorspronkelijke functie?  | Bouwjaar                                          | Architect            | Locatie         | Coördinaten?                  | Nr.?   | Afbeelding |
| --- | ------------------------- | ------------------------------------------------- | -------------------- | --------------- | ----------------------------- | ------ | --- |
| Stadhuis van Klundert | Bestuursgebouw en onderdl | 1621                                              | Melchior van Herbach | Stadhuisring 1  | 51° 39' 51" NB, 4° 31' 57" OL | 23675  | Meer afbeeldingen |
| Huis onder schilddak en met empire lijstgevel, gepleisterd, waarin door pilasters omlijste ingang, kroonlijst op voluutvormige consoles en versierd met guirlandes | Woonhuis                  | 1804 (jaartal)                                    |                      | Stadhuisring 16 | 51° 39' 50" NB, 4° 31' 55" OL | 23676  | Huis onder schilddak en met empire lijstgevel, gepleisterd, waarin door pilasters omlijste ingang, kroonlijst op voluutvormige consoles en versierd met guirlandes |
| Toegangshek tot het terrein van de ned hervormde kerk | Erfscheiding              |                                                   |                      | Kerkring bij 1  | 51° 39' 53" NB, 4° 32' 1" OL  | 23677  | Meer afbeeldingen |
| Vestingwerken | Fort, vesting en -onderdl | 1584-1588                                         |                      | Vestingwerken   | 51° 39' 38" NB, 4° 32' 24" OL | 23684  | Meer afbeeldingen |
| Herenhuis | Woonhuis                  | wellicht 18e eeuw (kern) 1858 (eerste vermelding) |                      | Kerkring 21     | 51° 39' 54" NB, 4° 32' 2" OL  | 521722 | Meer afbeeldingen |
| Vlasroterij | Industrie                 | 1936                                              |                      | Tonsedijk 27    | 51° 40' 0" NB, 4° 29' 41" OL  | 521725 | Upload foto |

## Langeweg
De plaats Langeweg telt 3 inschrijvingen in het rijksmonumentenregister.
| Object | Oorspronkelijke functie? | Bouwjaar | Architect | Locatie        | Coördinaten?                  | Nr.?   | Afbeelding        |
| --- | ------------------------ | -------- | --------- | -------------- | ----------------------------- | ------ | ----------------- |
| Huis op L-vormige plattegrond met topgevel aan de linkervleugel, wolfdak op de rechtervleugel; met riet gedekt; de gevels geelwit gesausd; achtdelige schuiframen. Inwendig gewelfde kelder onder opkamer, oorspronkelijke schouw | Boerderij                | ca. 1670 |           | Krauwelsgors 4 | 51° 38' 15" NB, 4° 39' 44" OL | 35002  | Meer afbeeldingen |
| Hoeve Cecilia | Woonhuis                 | 1832     |           | De Langeweg 22 | 51° 38' 50" NB, 4° 38' 59" OL | 521703 | Meer afbeeldingen |
| Hoeve Cecilia | Boerderij                | 1832     |           | De Langeweg 22 | 51° 38' 50" NB, 4° 38' 59" OL | 521704 | Hoeve Cecilia     |

## Moerdijk
De plaats Moerdijk telt 1 inschrijving in het rijksmonumentenregister.
| Object                    | Oorspronkelijke functie? | Bouwjaar | Architect | Locatie           | Coördinaten?                 | Nr.?  | Afbeelding        |
| ------------------------- | ------------------------ | -------- | --------- | ----------------- | ---------------------------- | ----- | ----------------- |
| Nederlands hervormde kerk | Kerk en kerkonderdeel    | 1815     |           | Wilhelminaplein 1 | 51° 42' 9" NB, 4° 37' 25" OL | 23678 | Meer afbeeldingen |

## Noordhoek
De plaats Noordhoek telt 2 inschrijvingen in het rijksmonumentenregister.
| Object                | Oorspronkelijke functie? | Bouwjaar | Architect | Locatie                  | Coördinaten?                  | Nr.?   | Afbeelding            |
| --------------------- | ------------------------ | -------- | --------- | ------------------------ | ----------------------------- | ------ | --------------------- |
| Sint-Josephkerk       | Kerk en kerkonderdeel    | 1921     |           | Bisschop Hopmansstraat 3 | 51° 38' 31" NB, 4° 31' 58" OL | 521700 | Meer afbeeldingen     |
| Complex Hopmansstraat | Kerkelijke dienstwoning  | 1921     |           | Bisschop Hopmansstraat 5 | 51° 38' 31" NB, 4° 31' 56" OL | 521701 | Complex Hopmansstraat |

## Standdaarbuiten
De plaats Standdaarbuiten telt 4 inschrijvingen in het rijksmonumentenregister.
| Object                              | Oorspronkelijke functie? | Bouwjaar                                            | Architect | Locatie       | Coördinaten?                  | Nr.?   | Afbeelding                          |
| ----------------------------------- | ------------------------ | --------------------------------------------------- | --------- | ------------- | ----------------------------- | ------ | ----------------------------------- |
| Boerderij: Woonhuis                 | Woonhuis                 | circa 1880                                          |           | Molendijk 7   | 51° 37' 4" NB, 4° 31' 48" OL  | 521697 | Upload foto                         |
| Boerderij: Koetshuis                | Opslag                   | omstreeks 1880                                      |           | Molendijk 7   | 51° 37' 4" NB, 4° 31' 48" OL  | 521698 | Upload foto                         |
| Herenhuis met eclectische voorgevel | Woonhuis                 | mogelijk 18e-eeuwse kern, voorgevel midden 19e eeuw |           | Hoogstraat 27 | 51° 36' 38" NB, 4° 30' 46" OL | 521718 | Herenhuis met eclectische voorgevel |
| Suikerdepot van CSM                 | Opslag                   | 1921                                                |           | Veerstraat 18 | 51° 36' 28" NB, 4° 31' 1" OL  | 521719 | Upload foto                         |

## Willemstad
De plaats Willemstad telt 67 inschrijvingen in het rijksmonumentenregister. Zie Lijst van rijksmonumenten in Willemstad voor een overzicht.

## Zevenbergen
De plaats Zevenbergen telt 15 inschrijvingen in het rijksmonumentenregister. Zie Lijst van rijksmonumenten in Zevenbergen voor een overzicht.

## Zevenbergschen Hoek
De plaats Zevenbergschen Hoek telt 3 inschrijvingen in het rijksmonumentenregister.
| Object                                                    | Oorspronkelijke functie?  | Bouwjaar                     | Architect | Locatie                  | Coördinaten?                  | Nr.?   | Afbeelding        |
| --------------------------------------------------------- | ------------------------- | ---------------------------- | --------- | ------------------------ | ----------------------------- | ------ | ----------------- |
| Boerderij van het type der noordwestbrabantse kleigronden | Boerderij                 | 1640 (jaarankers)            |           | Bloemendaalse Zeedijk 2  | 51° 40' 20" NB, 4° 40' 44" OL | 40448  | Meer afbeeldingen |
| 'Huis Bloemdaal'                                          | Transport                 | 1612 (gedeeltelijk)          |           | Bloemendaalse Zeedijk 39 | 51° 40' 30" NB, 4° 40' 55" OL | 40449  | Meer afbeeldingen |
| Hoekse Molen/ Ronde Molen (incomplete molen)              | Industrie- en poldermolen | 1873 (bouw) 1934 (onttakeld) |           | De Molensteen 3          | 51° 40' 17" NB, 4° 40' 39" OL | 527650 | Meer afbeeldingen |

's-Hertogenbosch ·
Alphen-Chaam ·
Altena ·
Asten ·
Baarle-Nassau ·
Bergeijk ·
Bergen op Zoom ·
Bernheze ·
Best ·
Bladel ·
Boekel ·
Boxtel ·
Breda ·
Cranendonck ·
Deurne ·
Dongen ·
Drimmelen ·
Eersel ·
Eindhoven ·
Etten-Leur ·
Geertruidenberg ·
Geldrop-Mierlo ·
Gemert-Bakel ·
Gilze en Rijen ·
Goirle ·
Halderberge ·
Heeze-Leende ·
Helmond ·
Heusden ·
Hilvarenbeek ·
Laarbeek ·
Land van Cuijk ·
Loon op Zand ·
Maashorst ·
Meierijstad ·
Moerdijk ·
Nuenen, Gerwen en Nederwetten ·
Oirschot ·
Oisterwijk ·
Oosterhout ·
Oss ·
Reusel-De Mierden ·
Roosendaal ·
Rucphen ·
Sint-Michielsgestel ·
Someren ·
Son en Breugel ·
Steenbergen ·
Tilburg ·
Valkenswaard ·
Veldhoven ·
Vught ·
Waalre ·
Waalwijk ·
Woensdrecht ·
Zundert